# Arcadia (horlogemerk)
Arcadia is een Zwitsers luxehorlogemerk dat werd opgericht in 1858 in Fleurier in het kanton Neuchâtel door Jules-Samuel Jequier.

## Omschrijving

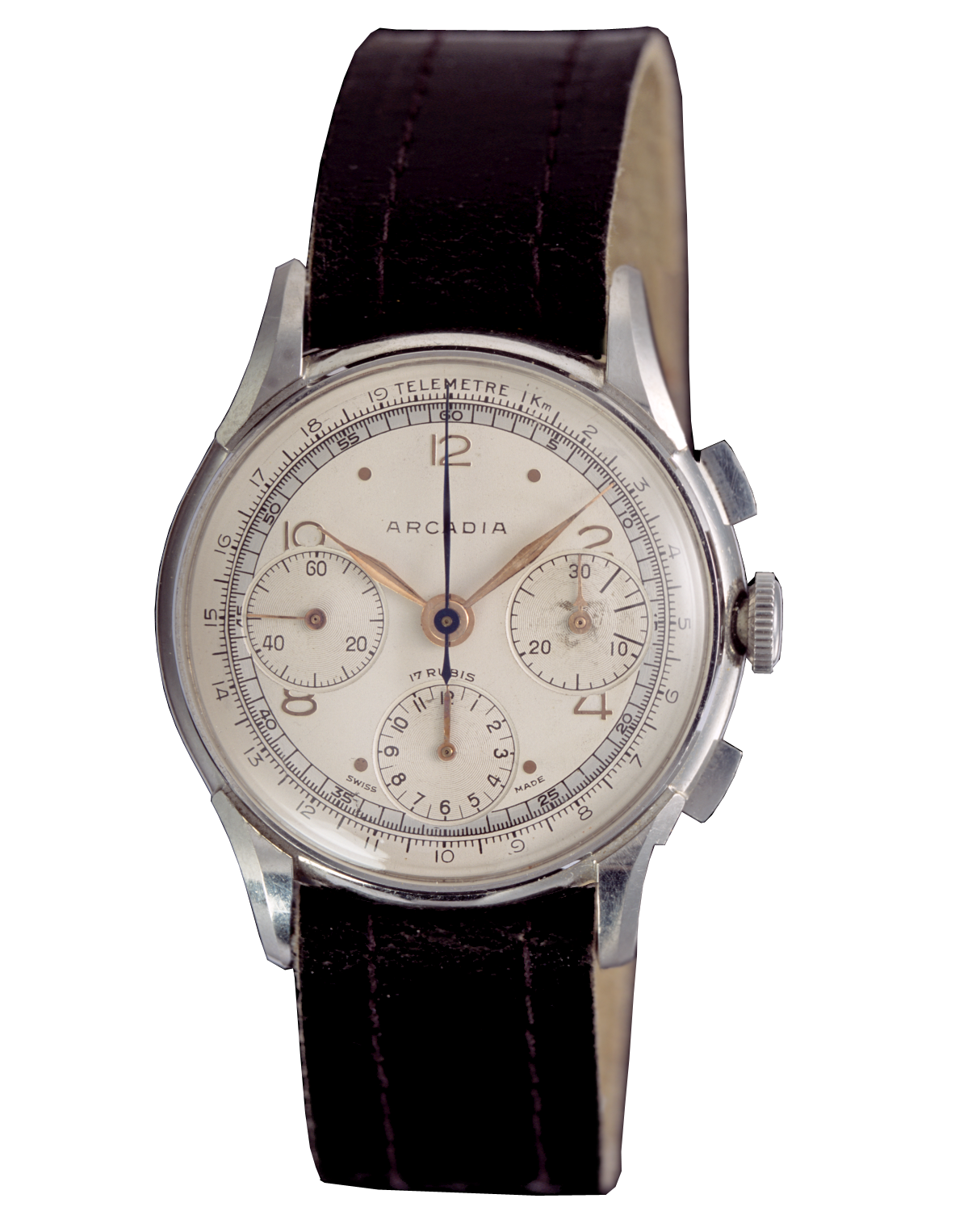
Een horloge van Arcadia van rond 1960.

Jules-Samuel Jequier werd geboren in 1835 in Fleurier in het kanton Neuchâtel. In dit dorp was op dat moment Édouard Bovet actief als juwelier en horlogemaker. Jequier ging bij hem in dienst en wist al snel op te klimmen in diens horloge-onderneming.
In 1858 richtte hij vervolgens zijn eigen horlogemerk Arcadia op. Later werd Arcadia een van de eerste Zwitserse horlogemerken die hun producten ook in China en Zuid-Amerika zouden gaan verkopen.
Vanwege de opkomst van de goedkopere kwartsuurwerken daalde de vraag naar mechanische uurwerken, waardoor de productie van Arcadia-horloges in 1968 werd stopgezet, 110 jaar na de oprichting van het merk in 1858. In 2007 echter werd de productie hernomen onder impuls van Claude Sanz. De eerste nieuwe horloges werden in 2010 op de markt gebracht. De hoofdzetel bevindt zich in Genève.